# Stenoseris
Stenoseris é um género botânico pertencente à família Asteraceae.

## Espécies
O género Stenoseris inclui seis espécies aceites:
- Stenoseris auriculiformis C.Shih
- Stenoseris graciliflora (Wall. ex DC.) C.Shih
- Stenoseris leptantha C.Shih
- Stenoseris taliensis (Franch.) C.Shih
- Stenoseris tenuis C.Shih
- Stenoseris triflora C.Shih